# Tellerkräuter
Die Tellerkräuter (Claytonia) sind eine Pflanzengattung innerhalb der Familie der Quellkrautgewächse (Montiaceae). Nur eine der etwa 26 Arten ist nur außerhalb der Neuen Welt beheimatet.

## Beschreibung

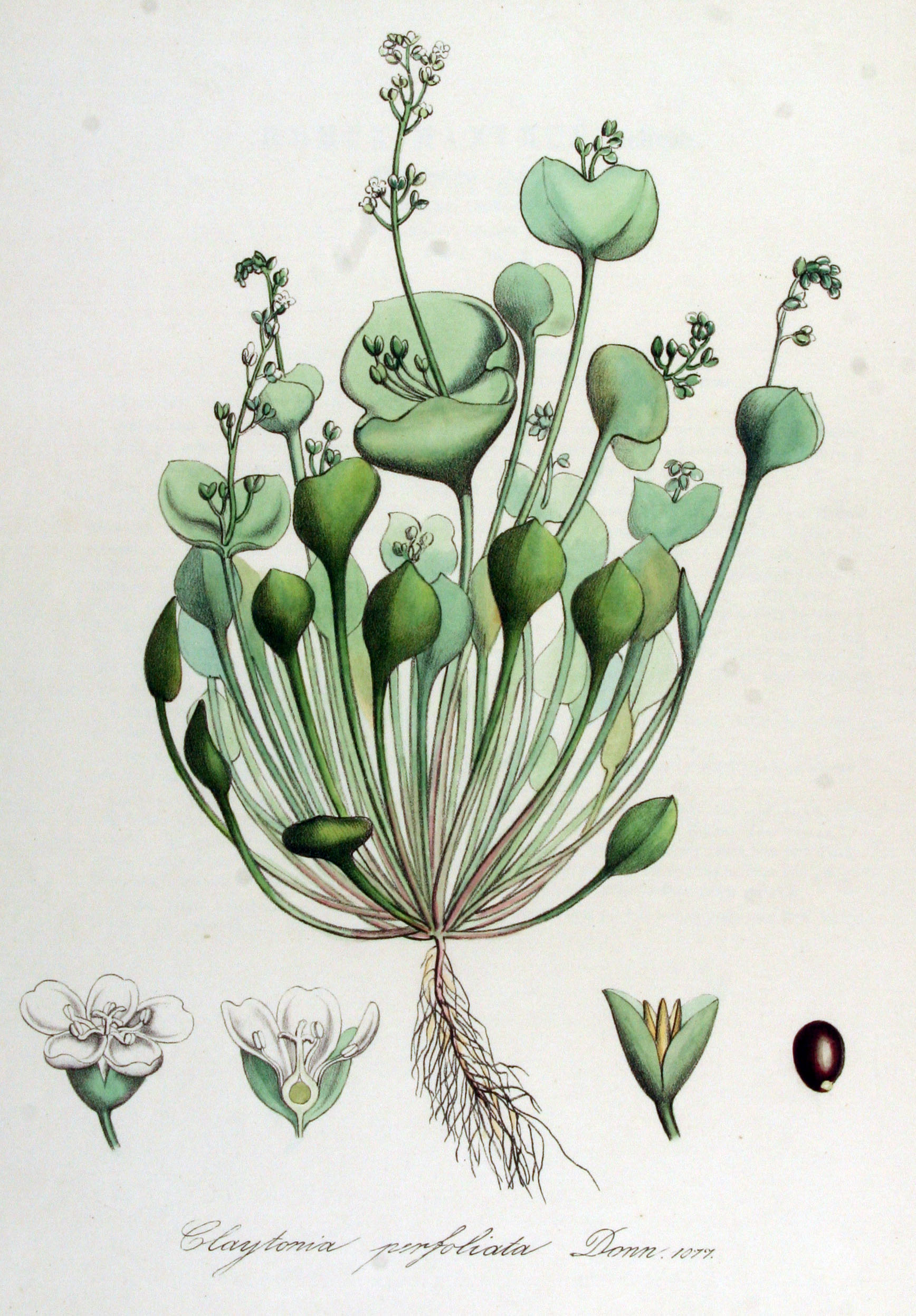
Illustration aus Flora Batava, Volume 14 vom Gewöhnlichen Tellerkraut (Claytonia perfoliata)

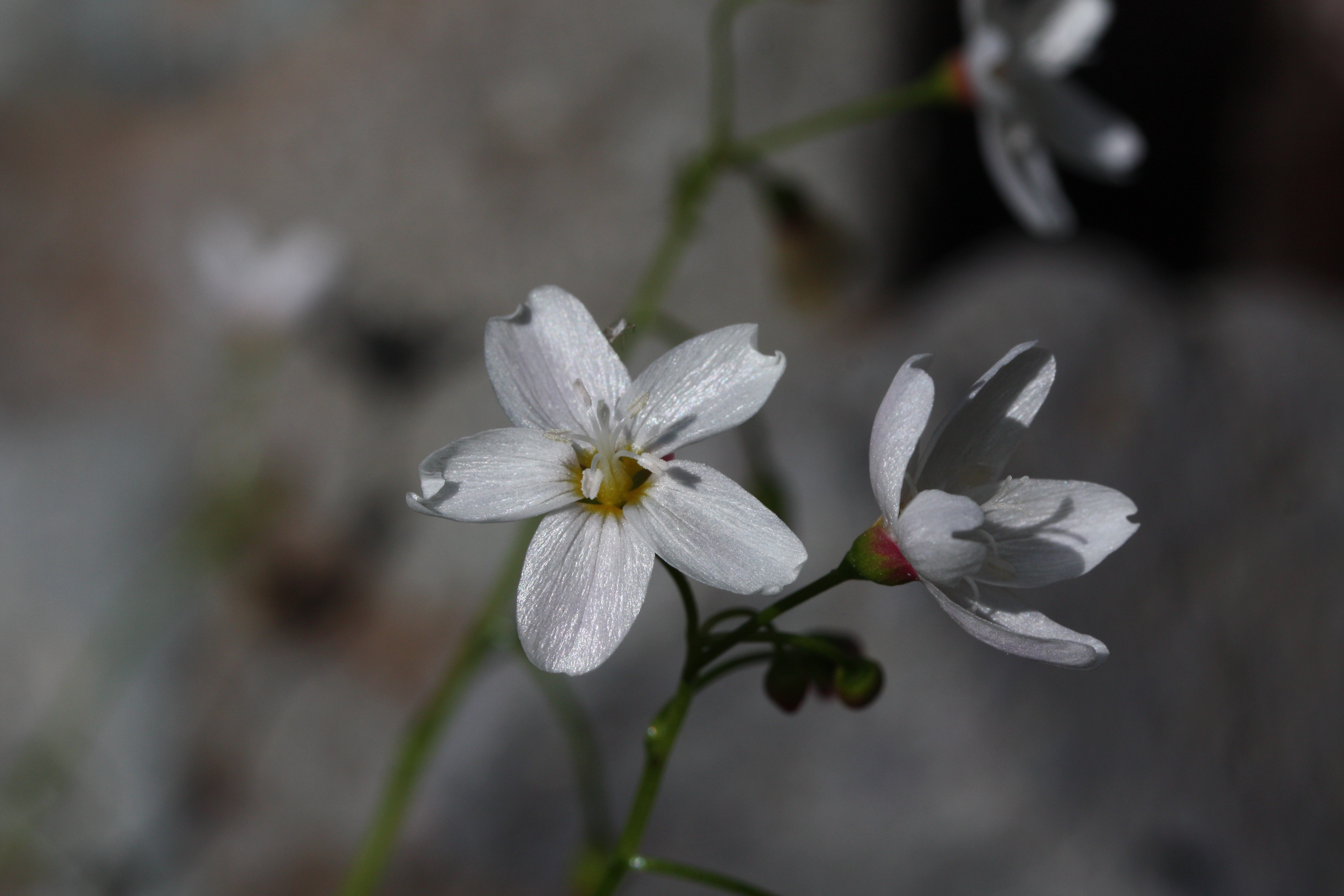
Blütenstand mit Blüten von oben und der Seite von Claytonia cordifolia

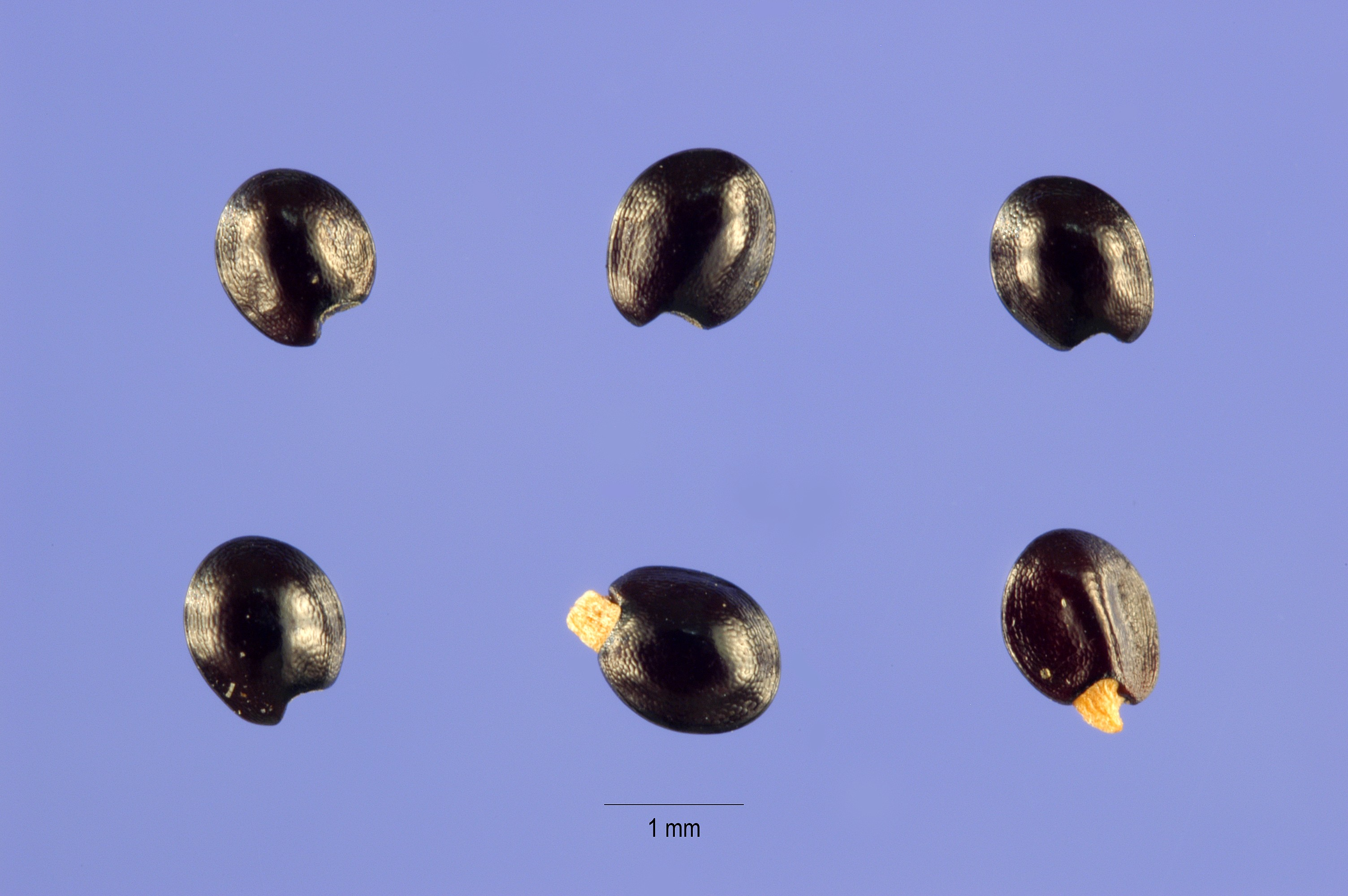
Schwarze Samen vom Gewöhnlichen Tellerkraut (Claytonia perfoliata) mit kleinem weißen Elaiosom

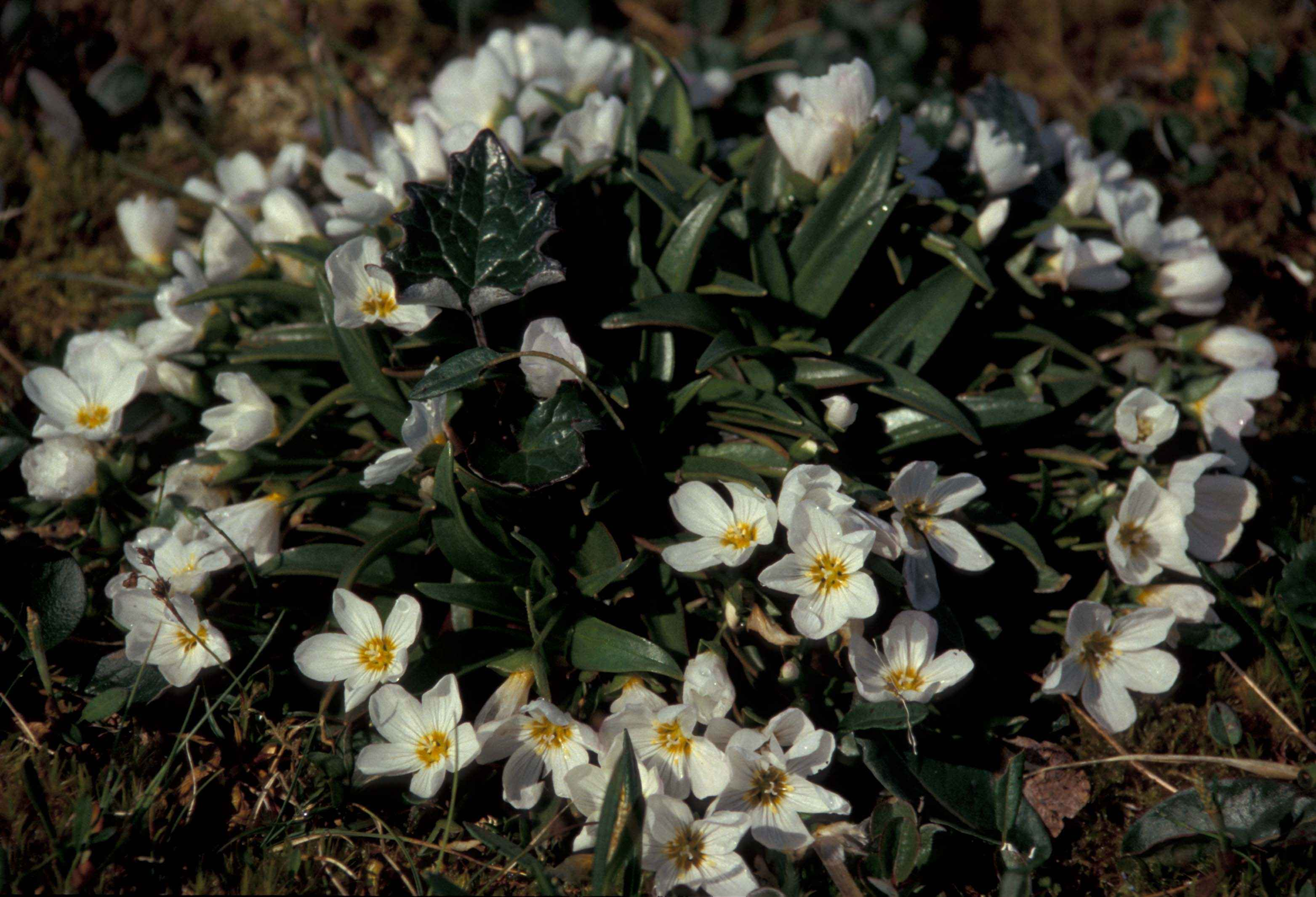
Claytonia acutifolia

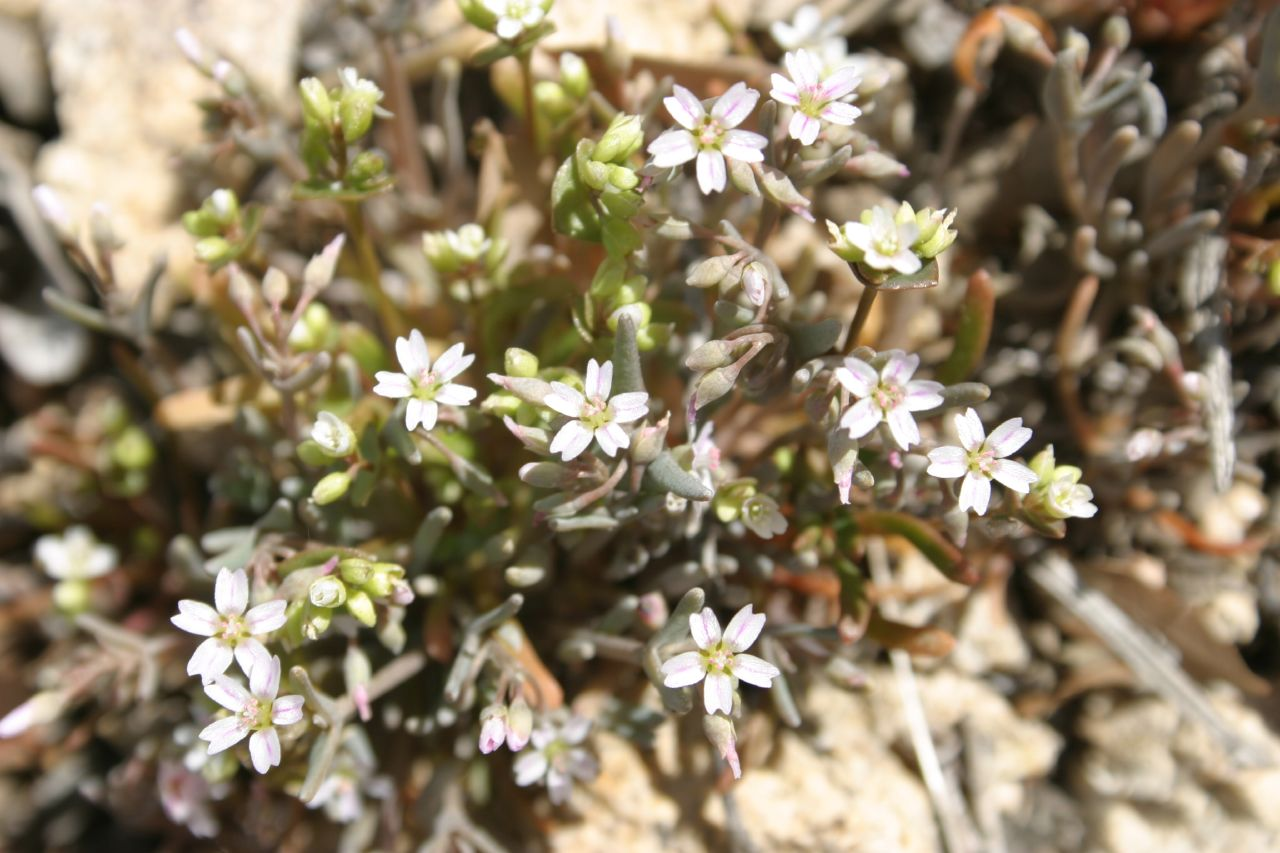
Claytonia exigua

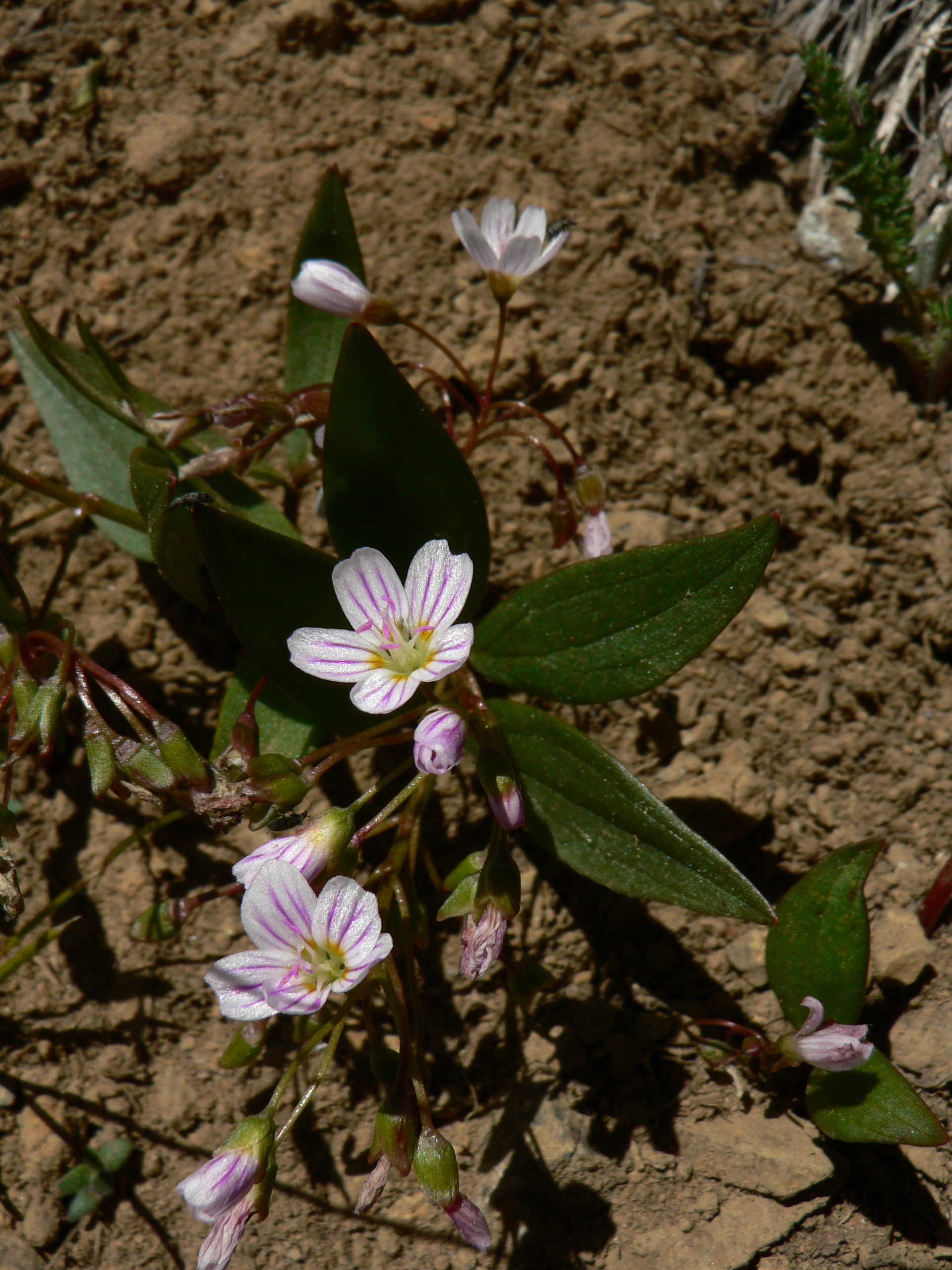
Claytonia lanceolata

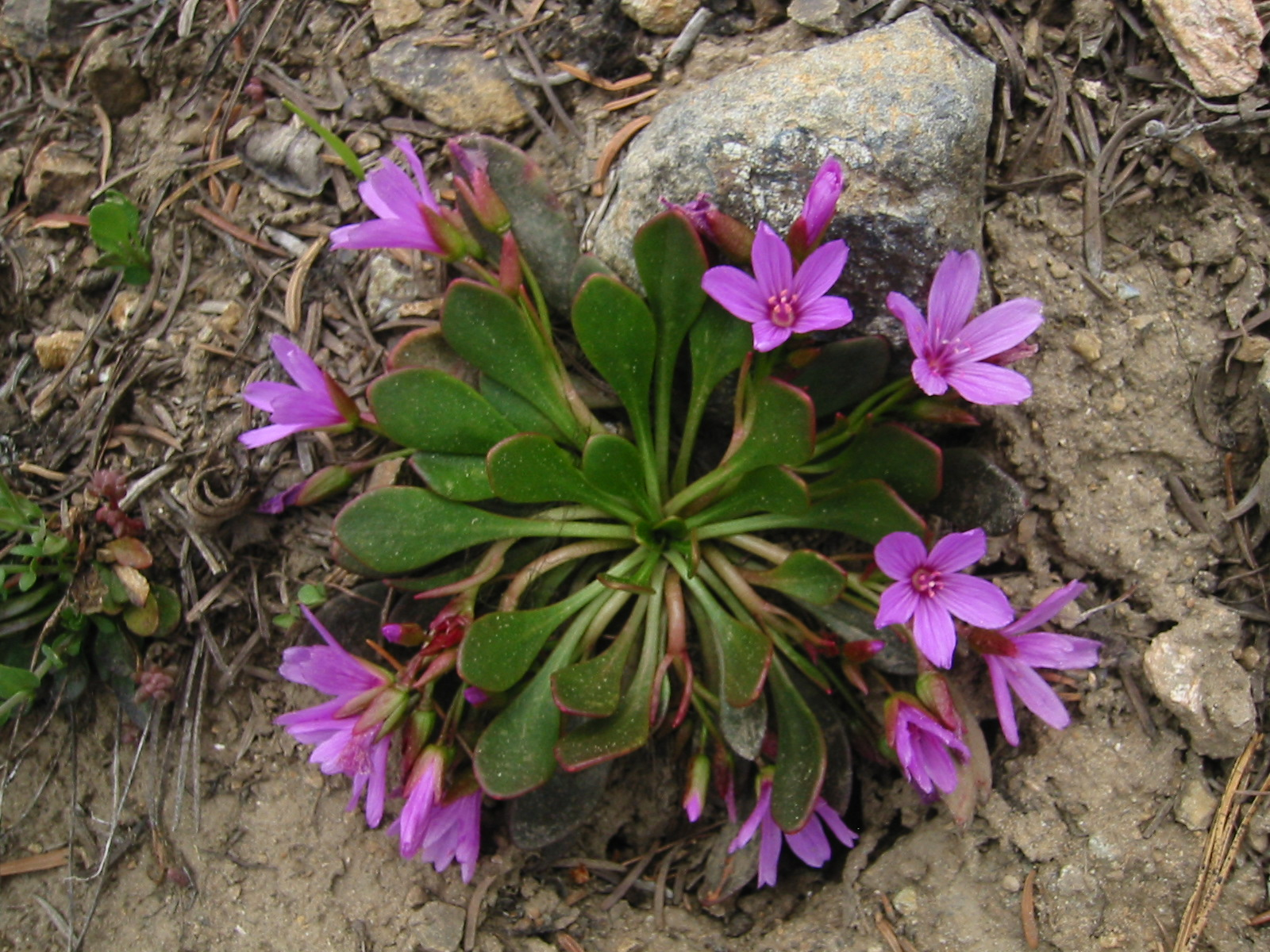
Claytonia megarhiza

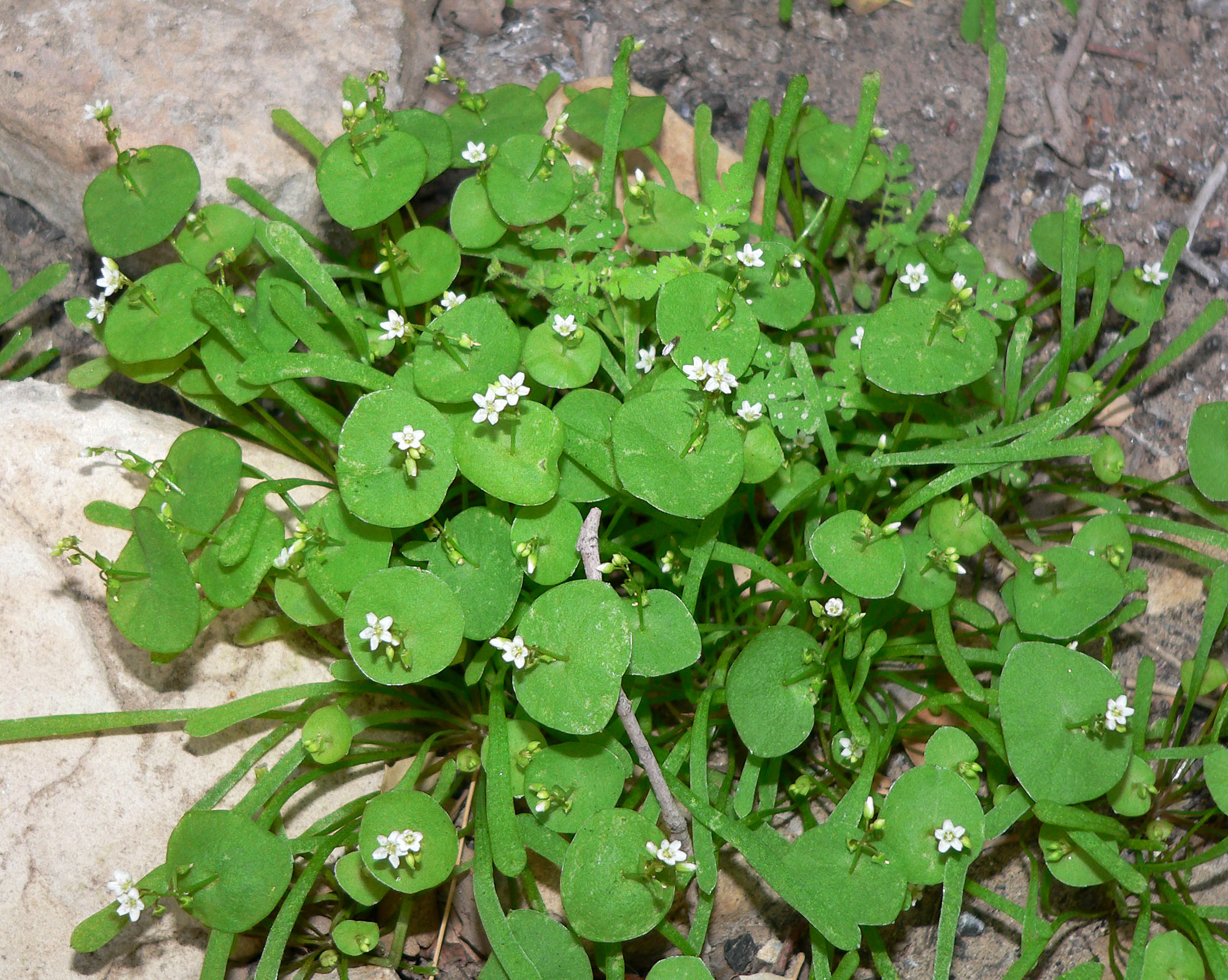
Habitus, Laubblätter und Blüten von Claytonia parviflora subsp. utahensis

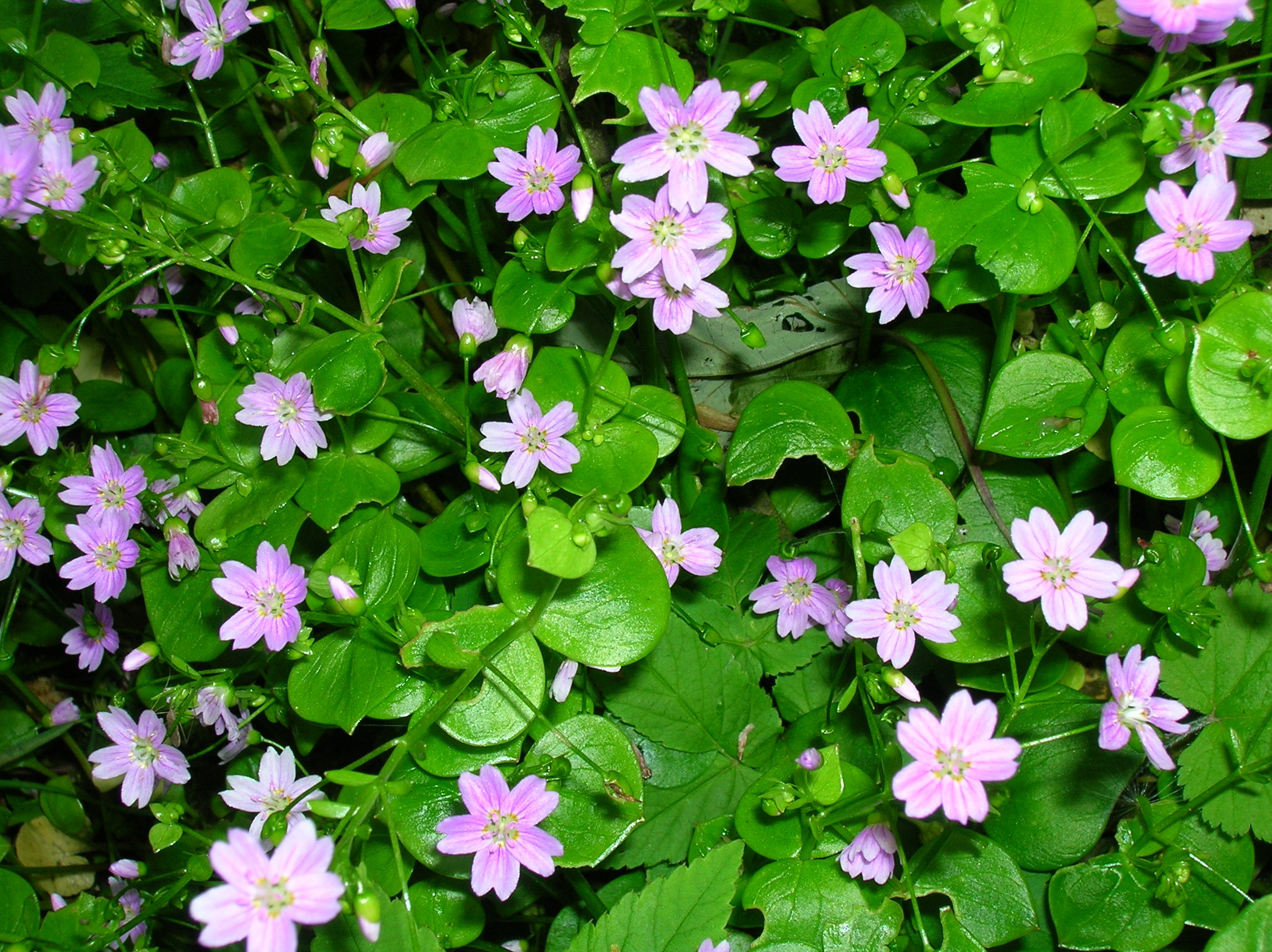
Sibirisches Tellerkraut (Claytonia sibirica)

### Erscheinungsbild und Laubblätter
Claytonia wachsen meist als einjährige oder ausdauernde krautige Pflanzen; nur Claytonia rubra ist eine zweijährige Pflanze. Die ausdauernde Arten bilden unterirdische Knollen, Rhizome oder sogar leicht holzige unterirdische Stämmchen als Überdauerungsorgane. Die oberirdischen Stängel sind aufrecht bis kriechend mit kahlen Knoten (Nodien).
Die Laubblätter sind zu wenigen bis einigen in grundständigen Rosetten und gegenständig oder selten zu dritt in Wirteln am Stängel verteilt angeordnet. Die Laubblätter können mehr oder weniger sukkulent sein. Die Grundblätter besitzen eine lineale, lanzettliche, verkehrt-lanzettliche, spatelförmige, deltoide, rhomboide oder eiförmige Blattspreite mit stumpfem oder bespitzem oberen Ende. Die zu zweit oder selten zu dritt zusammenstehenden Stängelblätter sind untereinander frei oder teilweise bis vollkommen verwachsen oder vom Stängel durchwachsen (perfoliat) mit linealer oder eiförmiger Blattspreite.

### Blütenstände und Blüten
Die Blüten stehen in endständigen traubigen oder doldigen Blütenständen zusammen. Die Tragblätter sind laubblattähnlich, häutig oder schuppenförmig.
Die relativ auffälligen, zwittrigen Blüten sind radiärsymmetrisch und fünfzählig mit doppelter Blütenhülle. Die fünf ungleichen, lange haltbaren Kelchblätter sind laubblattähnlich und grün. Die fünf Kronblätter sind oft weiß. Es ist nur ein Kreis mit fünf fertilen Staubblättern vorhanden, deren Staubfäden mit der Basis der Kronblätter verwachsen sind. Drei Fruchtblätter sind zu einem kugeligen, dreikammerigen Fruchtknoten verwachsen, der drei oder sechs Samenanlagen enthält. Der Griffel endet in drei Narben.

### Früchte und Samen
Die dreifächerigen Kapselfrüchte öffnen sich longitudinal vom oberen Ende her und die Ränder der Fächer sind hygroskopisch. Jede Kapselfrucht enthält selten ein bis, meist drei bis sechs Samen. Die schwarzen, glänzenden Samen sind rundlich mit einer glatten oder warzigen Oberfläche und besitzen ein weißes Elaiosom. 

### Chromosomenzahlen
Die Chromosomengrundzahlen betragen x = 5, 6, 7, 8.

## Ökologie
Die Ausbreitung der Samen erfolgt ballistisch (Ballochorie) oder durch Ameisen (Myrmekochorie), die von den Elaiosomen angelockt werden.

## Systematik und Verbreitung
Die Gattung Claytonia wurde 1753 durch Carl von Linné in Species Plantarum, Tomus I, S. 204 aufgestellt. Der wissenschaftliche Gattungsname Claytonia ehrt den Botaniker John Clayton (1694–1773).  Als Lectotypus wurde 1913 Claytonia virginica L. von Nathaniel Lord Britton und Addison Brown in An illustrated flora of the northern United States, Canada and the British possessions ..., ed. 2, vol. 2, S. 37 festgelegt. Synonyme für Claytonia L. sind Belia Steller ex J.G.Gmelin, Limnia Haworth. Einige Arten wurden früher in die Gattung Montia gestellt.
Von den etwa 26 Arten sind etwa 25 in Nordamerika, einschließlich Mexiko beheimatet und wenige Arten reichen bis Guatemala in Zentralamerika. Einige Arten reichen vom nördlichen Nordamerika bis ins nördliche Russland. Einzig Claytonia joanneana ist nur im Altai in Sibirien und in der Mongolei beheimatet. In Europa und Neuseeland sind einzelne Arten Neophyten.
Es gibt etwa 26 Claytonia-Arten:
- Claytonia acutifolia Pall. ex Schult.: Sie kommt in Alaska und im nördlichen Russland vor.
- Claytonia arctica Adam: Sie kommt in Alaska und im nördlichen Russland vor.
- Claytonia caroliniana Michx.: Sie kommt in Nordamerika weitverbreitet in Höhenlagen zwischen 0 und 1400 Meter vor.
- Claytonia cordifolia S.Watson: Sie gedeiht in Höhenlagen von 500 bis 2000 Metern in British Columbia, Kalifornien, Idaho, Montana, Nevada, Oregon, Utah und Washington vor.
- Claytonia eschscholtzii Cham.: Sie kommt in Alaska und im russischen Fernen Osten vor.
- Claytonia exigua Torr. & A.Gray: Die zwei Unterarten sind im westlichen Nordamerika verbreitet.
- Claytonia gypsophiloides Fisch. & C.A.Mey.: Sie kommt nur in Kalifornien in Höhenlagen von 100 bis 1200 Metern vor.
- Claytonia joanneana Roem. & Schult.: Sie ist die einzige Art, die außerhalb der Neuen Welt im Altai in Sibirien und der Mongolei beheimatet ist.
- Claytonia lanceolata Pursh: Sie ist in Nordamerika weitverbreitet.
- Claytonia megarhiza (A.Gray) Parry ex S.Watson: Sie ist in Nordamerika weitverbreitet.
- Claytonia multiscapa Rydb.: Sie kommt in British Columbia, Alaska, Idaho, Montana, Washington, Wyoming und im nördlichen Russland vor.
- Claytonia nevadensis S.Watson: Sie kommt in Höhenlagen von 2000 bis 3500 Metern in Kalifornien, Nevada und Oregon vor.
- Claytonia ogilviensis McNeill: Es ist ein Endemit in Höhenlagen von etwa 1500 Meter in Yukon.
- Claytonia palustris Swanson & Kelley: Sie kommt in Höhenlagen von 500 bis 2000 Meter in Kalifornien vor.
- Claytonia parviflora Douglas ex Hook.: Sie ist mit vier Unterarten im westlichen Nordamerika beheimatet.
- Gewöhnliches Tellerkraut oder Postelein (Claytonia perfoliata Donn ex Willd.): Das natürliche Verbreitungsgebiet der drei Unterarten reicht vom westlichen Nordamerika über Mexiko bis Guatemala. In Europa, auf Pazifischen Inseln und Neuseeland ist es ein Neophyt.
- Claytonia rosea Rydb.: Sie kommt in Arizona, Colorado, New Mexico, Utah und im mexikanischen Bundesstaat Coahuila vor.
- Claytonia rubra (Howell) Tidestr.: Sie ist mit zwei Unterarten im westlichen Nordamerika beheimatet.
- Claytonia sarmentosa C.A.Mey.: Sie kommt in British Columbia, Yukon, Alaska und im nördlichen Russland vor.
- Claytonia saxosa Brandegee: Sie kommt in Höhenlagen von 500 bis 2000 Metern nur in Kalifornien vor.
- Claytonia scammaniana Hultén: Sie kommt in Yukon, Alaska und im nördlichen Russland vor.
- Sibirisches Tellerkraut (Claytonia sibirica L.): Es kommt ursprünglich in Kamtschatka, British Columbia, Alaska, Idaho, westlichen Montana, Oregon, Washington und nördlichen Kalifornien vor. In Europa ist das Sibirische Tellerkraut ein Neophyt.
- Knolliges Tellerkraut (Claytonia tuberosa Pall. ex Schult.): Sie kommt im kanadischen British Columbia, in den Nordwest-Territorien, in Yukon und Alaska sowie Sibirien vor.
- Claytonia udokanica Zuev: Sie kommt in Sibirien vor.
- Doldiges Tellerkraut (Claytonia umbellata S.Watson): Sie gedeiht in Höhenlagen von 100 bis 3000 Metern in Kalifornien und Oregon.
- Claytonia virginica L.: Sie ist in Nordamerika weit verbreitet.
- Claytonia ×washingtoniana (Suksd.) Suksd.: Es handelt sich um eine fertile Naturhybride zwischen Claytonia sibirica und Claytonia perfoliata. Sie gedeiht in Höhenlagen von 0 bis 500 Metern in der kanadischen Provinz British Columbia und den westlichen US-Bundesstaaten Washington, Oregon sowie Kalifornien.